# Trascoro de la Seo

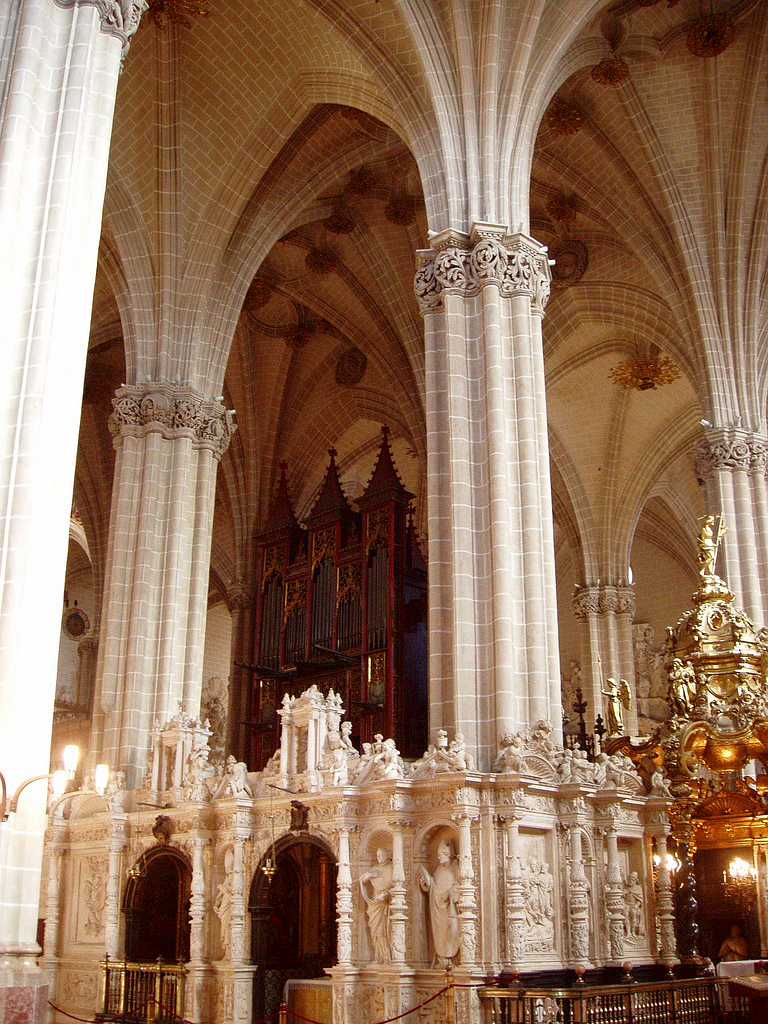
Trascoro y bóvedas de la Seo.

El trascoro de la Seo del Salvador de Zaragoza fue construido por órdenes de Hernando de Aragón en 1557. De concepción plateresca, aloja varias escenas de santos populares aragoneses, con lo que su función sería análoga a la de un retablo.
Sus muros exteriores se construyeron como la fachada de un edificio, por lo que el trascoro adquiere especial significación en el edificio de la Seo. Destaca la perfecta integración de los pilares de las naves con las estructuras del trascoro.
La primera etapa se inició entre 1557 y 1560, donde se emplearon materiales como yeso duro. Las obras fueron dirigidas por Jerónimo Cósida y la restauración material proyectada por Arnau de Bruselas y Juan Sanz de Tudelilla. La construcción se prolongó hasta el siglo XVII.

## Escenas representadas
- Relieve de San Pedro Arbués, situado a la izquierda de la reja de entrada, es un relieve en que se muestra el asesinato de Pedro Arbués en la misma Catedral. La escultura permite ver una pequeña representación del retablo mayor de la catedral y otros detalles arquitectónicos.
- Capilla de Santa Marta, en cuyo retablo de entre 1701 y 1702, atribuido a Gregorio de Mesa, destaca la talla de Santa Marta en madera dorada y policromada y las figuras sedentes de San Juan Bautista y del profeta Daniel.
- Imagen de San Juan Bautista.
- Capilla de las Reliquias, cuyo frente está ocupado por un armario, de puertas pintadas al óleo en el Barroco.
- Puerta de acceso al coro, de lacería mudéjar, presenta en su parte superior un relieve con el tribunal de la Inquisición presidido por Pedro Arbués.
- Relieve del martirio de San Esteban.
- Capilla de San Juan Bautista, pequeña capilla que contiene un retablo barroco con una imagen de San Juan Bautista, de principios del siglo XVIII, además de dos cuadros de San Ignacio de Loyola y San Francisco Javier.
- Imagen de San Esteban.
- Capilla de Santo Tomás de Villanueva, decorada bajo la iniciativa del arzobispo Manuel Pérez de Araciel y Rada, alberga una imagen del santo titular realizada por Juan Ramírez en 1727.
- Esculturas de San Valero y de un santo obispo.

La pared del evangelio tiene las siguientes imágenes y capillas:

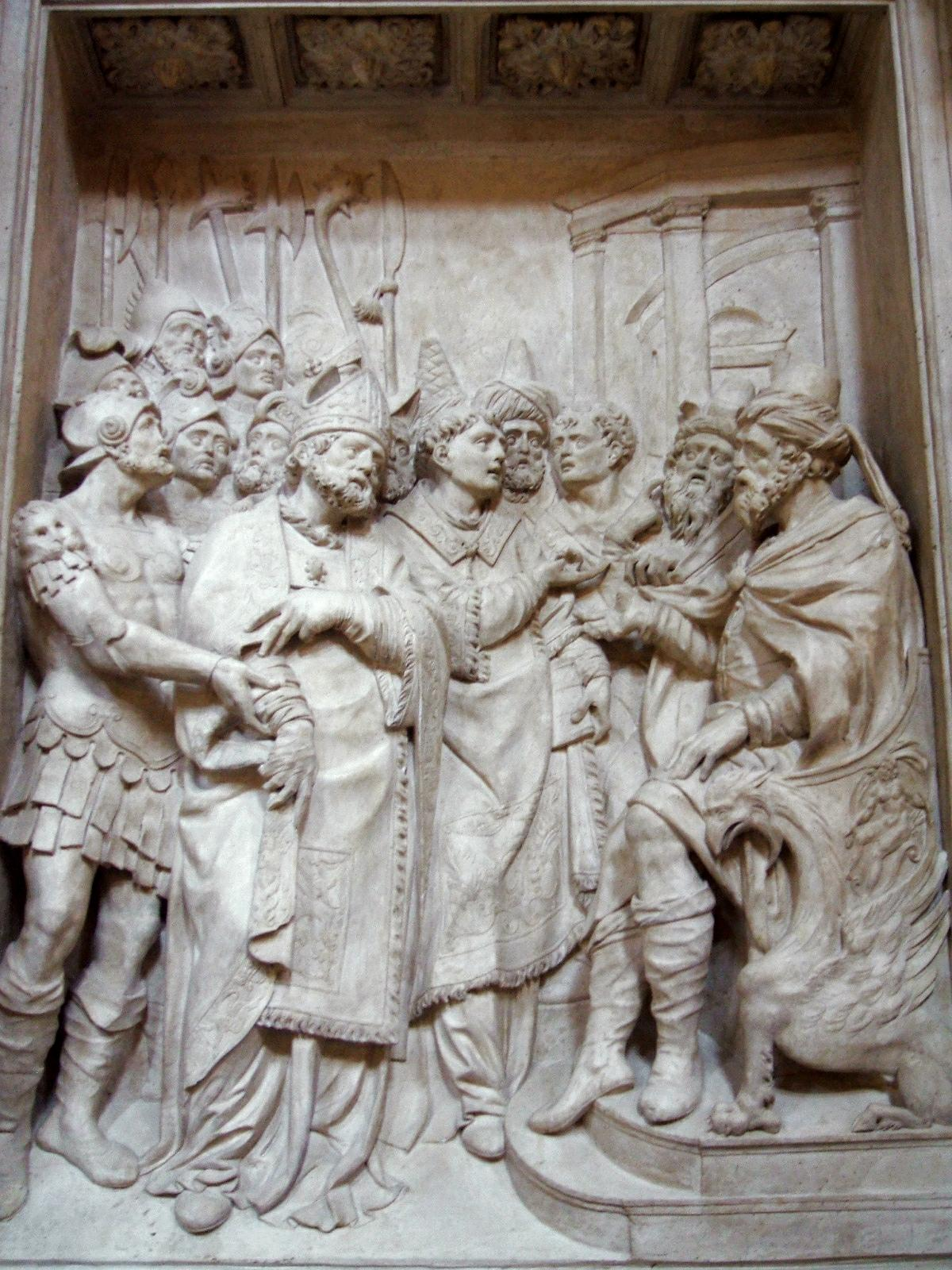
Relieve del trascoro.

- Esculturas de San Timoteo y San Pedro Arbués.
- Capilla de las Vírgenes, dedicada a Santa Orosia, Santa Bárbara y Santa Catalina. Las tres vírgenes mártires aparecen en una pintura de finales del siglo XVI o principios del XVII.
- Imagen de San Raimundo.
- Capilla de San Felipe Neri, de la primera miad del siglo XVII, alberga un retablo de mármol en el que lo más interesante es la figura del titular arrodillado. Además en la capilla se encuentran dos pinturas, una de San Felipe Neri y otra de San Juan Crisóstomo.
- Relieve del martirio de Santo Dominguito de Val.
- Puerta de acceso al coro similar a la del otro muro. El relieve muestra la decapitación de Santo Dominguito de Val.
- Capilla de San Leonardo. Pequeño retablo churrigueresco con pinturas de finales del siglo XVII completado con dos lienzos del titular en las paredes.
- Figura de San Clemente.
- Capilla de San Pedro Nolasco. Posee un interesante retablo barroco de finales del siglo XVII. Los lienzos del cuerpo son de San José con el Niño, San Pedro Nolasco ante la aparición de la Virgen y San Pedro Nolasco. El retablo lo remata una Santa Ana con la Virgen y el Niño.
- Relieve con el traslado del cuerpo de Santo Dominguito de Val.

En el muro de los pies del trascoro se encuentra la capilla del Santo Cristo (vide infra). El muro está completado por dos relieves y dos estatuas. El lado de la derecha está dedicado a San Valero, el primer relieve de la derecha muestra su martirio, seguido de una figura del santo a su izquierda y finalmente un relieve de San Valero presidiendo un concilio. En el lado de la izquierda un relieve de San Valero y San Lorenzo, una estatua de San Lorenzo y finalmente el martirio de San Lorenzo.